# Willy Busch
Wilhelm "Willy" Busch (ur. 4 stycznia 1907, zm. 1982) – niemiecki piłkarz, boczny obrońca. Brązowy medalista MŚ 34.
W reprezentacji Niemiec zagrał 13 razy. Debiutował 22 października 1933 w wygranym 8:1 meczu z Belgią, ostatni raz zagrał w 1936. Podczas MŚ 34 wystąpił w trzech meczach. Był wówczas piłkarzem TSV Duisburg 48/99.